# Ночная авария
«Ночная авария» (Түнкү кырсык) — фильм на тему любви от режиссёра Темир Бирназарова. В центре  «Ночной аварии» - одинокий Старик по имени Тенти и странная Девушка. Раненую он подобрал ее ночью на проселочной дороге. Старик, выхаживая девушку, постепенно влюбляется в нее.
Фильм «Ночная авария» (Түнкү кырсык) вошла в основную конкурсную программу Tallinn Black Nights Film Festival 21-го Таллинского кинофестиваля,2 декабря 2017 года в Эстонской столицы состоялась торжественная церемония закрытия Международного кинофестиваля "Темные ночи". Большое международное жюри в составе: Дэнниса Дэвидсона (Великобритания), Зейнеп Атакан (Турция), Грационо Диана (Италия), ИвоФельта (Эстония), ЗыгмунтаКраузе (Польша), Наоко Огигами (Япония) и Лайлы Пакалнини (Латвия) - присудило Гран-При кинофестиваля "Темные ночи" кыргызскому фильму "Ночная авария".

## Синопсис
В центре  «Ночной аварии» - одинокий Старик и странная Девушка. Раненую он подобрал ее ночью на проселочной дороге. Старик, выхаживая девушку, постепенно влюбляется в нее.
Режиссер Темир Бирназаров о концепции “Ночной аварии”
Чувство приходит внезапно и может застать врасплох. Многие режиссеры мира говорили об этом в своих картинах.
Влюбленность — огромное потрясение. Сначала тревога и сомнения нарушают внутренний покой, угрожают размеренному течению жизни, но любовь нужна в нашей монотонной жизни. Мы нуждаемся в ней как в воздухе. Любовь меняет нас, и мы не понимаем, как это происходит.
Фильм снят по мотивам произведений драматургу и писателю Талипа Ибраимова, и посвящен его памяти.

## В ролях
- Акылбек Абдыкалыков — старик Тенти
- Дина Жакыпова — Девушка
- Акылбек Мураталив — Чиновник
- ГулмираТашматова — Женщина
- Абылай Марат уулу — Абылай
- Кулчоро Сыдыков — Кулчоро
- Байыш Исманов — Худой
- Омуралы Тойчиев — Толстый

## Съёмочная группа
- Автор сценария			Нурифа Умуралиева, Темирбек  Бирназаров
- Режиссер постановщик		Темирбек  Бирназаров
- Продюсер				Гулмира Керимова
- Исполнительный продюсер	Айнагул Токобаева
- Второй режиссер			Асель Жураева
- Ассистент режиссера		Кулчоро Сыдыков
- Помощник режиссера		Байзак Маматалиев
- Оператор постановщик		Кабылжан Хамидов
- Второй оператор			Жолдошбек Акматалиев
- Ассистент оператора		Бакыт Кыпчакбаев
- Художник постановщик 		Байышбек Исманов
- Ассистент худ.постановщика	Абылай Марат уулу
- Художник декоратор		Омуралы Тойчиев
- Гример				Мээрим Догдурбекова
- Костюмер 				Зирегул Кубандык кызы
- Реквизитор				ЖолболдуБекболсунуулу
- Композитор			Асылбек Озубеков
- Звукорежиссер			Калыбек Шерниязов
- Ассистент звукорежиссера	Хайрулла Рахматуула уулу
- Монтажер				Кулчоро Сыдыков, Зирегул Кубандык кызы
- Аранжировщик 			Ырысбек Усманов
- Авторытекста			Женишгул Озубекова
- Айдай Жапарова
- Осветители				ТынчтыкБаястанов, ТурсунбекМамыралиев
- Цветокорректор			Элдияр Мадаким
- Водители				 Батыр Садыков, Руслан уулуЭсен
- Редактор 			Темиркан Дуйшекеев
- Фотограф				Мирлан Черткеев
- Директор фильма 			А. Зарипова
- Зам.директор фильма		И. Жакипов
- Админстратор			Б. Асылбекова

## Награды и номинации
- 2017 —  Таллинский кинофестиваль «Темные ночи» (эст. Pimedate Ööde Filmifestival; PÖFF) — ежегодный кинофестиваль, который проходит с 1997 года в городе Таллин (Эстония) в конце ноября. С мая 2006 года фестиваль — доцент, с 2008 — полноправный член Международной федерации кинопродюсеров (FIAPF). В 2014 году FIAPF сертифицировала международную конкурсную программу Таллинского кинофестиваля в число важнейших 15 кинофестивалей мира.. Таллин (Эстония).
- Основной конкурс — Гран при за лучший фильм.

По словам директора фестиваля, Тийны Локк, кыргызская картина «Ночная авария» (Түнкү кырсык) попала на фестиваль в самый последний момент, когда программа была уже практически сформирована.
Комментарий членов жюри:
"Этот фильм покорил наши сердца простой, но захватывающей историей человека, который всю жизнь прожил в страданиях. Ночная авария преподносит ему уникальную возможность стать счастливым, озаряя душу светом любви в его безрадостной жизни, и герой полностью погружается в ситуацию счастья".
"Это маленький, очень просто сделанный фильм, который говорит об очень важных вещах. Еще сделано очень интересно, как этот сценарий построен…, и как это все выражается, как эта история рассказывается… Язык фильма очень простой, зато очень глубокий. И это еще очень добрый фильм"